# Jarilla (Cáceres)
Jarilla es un municipio y localidad española de la provincia de Cáceres, en la comunidad autónoma de Extremadura. El término municipal tiene una población de 139 habitantes (INE 2024). 

## Geografía
Integrado en la comarca de Tierras de Granadilla, se sitúa a 98 km de Cáceres. El término municipal, con una superficie de 28,47 km², está atravesado por la autovía Ruta de la Plata (A-66) y por la carretera nacional N-630, entre los pK 447 y 451. La carretera provincial CC-90 une Jarilla con la autovía. El relieve del municipio está definido por la ladera occidental de los Montes de Tras la Sierra, en el extremo occidental de la sierra de Gredos, y por el valle del río Ambroz. Bañan el término municipal las gargantas que proceden de la sierra y el embalse de la Jarilla. La altitud oscila entre los 1504 m en el corazón de los Montes de Tras la Sierra, y los 380 m en la dehesa cercana al río Ambroz, el cual no pasa por el territorio. 
| Noroeste: Zarza de Granadilla | Norte: Casas del Monte | Nordeste: Casas del Monte     |
| Oeste: Zarza de Granadilla    |                        | Este: Valdastillas y El Torno |
| Suroeste: Villar de Plasencia | Sur: Cabezabellosa     | Sureste: El Torno             |

Sus entornos naturales se caracterizan fundamentalmente por la presencia de castañales, robledales, alcornocales, junto a otras especies que componen el matorral, como brezo, aulaga, madroñeras y tojo.

## Historia
A mediados del siglo XIX, el lugar tenía contabilizada una población de 412 habitantes. Aparece descrito en el noveno volumen del Diccionario geográfico-estadístico-histórico de España y sus posesiones de Ultramar de Pascual Madoz de la siguiente manera:

JARILLA: l. con ayunt. en la prov. y aud . terr. de Cáceres (18 leg.), part. jud. de Granadilla (2), dióc. de Plasencia (4), c. g. de Estremadura (Badajoz 32): sit. á la falda O. de la sierra de la Cabrera, ramal izq. del puerto de Baños, á la der. de la carretera de Estremadura á Castilla; goza de clima templado, reinan los vientos fuertes del E. y se padecen intermitentes. Tiene 114 casas, de un solo piso en la mayor parte, que forman 6 calles, la una larga y ancha que cruza la pobl. de N. á S., todas mal alineadas, sin empedrado, y una plaza irregular sin portales, en el centro del l.: hay casa de ayunt. que tambien sirve de cárcel y escuela, á la cual concurren 32 niños de ambos sexos mediante cierta retribucion, y una igl. parr. dedicada á San Gregorio el Magno, y servida por un ecónomo, como aneja que es á la de Cabeza-Vellosa, y en las inmediaciones al E. el cementerio capaz y seguro. Se surte el pueblo de aguas potables en 2 gargantas que pasan á uno y otro lado de la pobl. tomando las aguas á la parte de arriba, pues en la de abajo se establecen los lavaderos de ropa y abrevaderos de ganados. Confina el térm. por N. con el de Casas del Monte; E. el Torno; S. Cabeza-Vellosa; O. el Villar y Zarza de Granadilla, á dist. de 1/4 á 1/2 leg., y comprende una deh. de propios de 300 fan. de cabida con arbolado de encina y alcornoque de mala calidad; alguno de roble á la parte de la sierra y muchos huertos, castañares, viñas y olivos: le bañan las 2 gargantas espresadas, que bajan de la sierra, en direccion de E. á O. y se unen al Ambróz, antes de llegar á los montes de Cáparra; solo tienen puentes de madera á la inmediacion del l.: el terreno es de sierra en su mayor parte, ocupado de peñascos y matarraña infructífera, pero alegre y pintoresco: los caminos vecinales y cruza de N. á S. la carretera ya referida, llevando igual direccion, aunque algo mas separada á la izq. la ant. calzada romana, desde Cáparra á Baños, que es el lím. con la jurisd. de la Zarza: el correo se recibe en Plasencia por balijero cada 8 dias. prod.: lino regadío, patatas, legumbres, frutas y escasa cosecha de granos y aceite; se mantiene ganado lanar, cabrío, vacuno y de cerda, y se cria caza mayor y menor. ind. y comercio: 2 molinos harineros, venta del lino que es muy bueno, de lanas y esquilmos. pobl.: 90 vec., 412 alm. cap. prod.: 711,000 rs. imp.: 35,550. contr.: 5,907 rs. 8 mrs. presupuesto municipal: 1,162 rs., del que se pagan 200 al secretario por su dotacion, y se cubre con 500 rs. del prod. de propios y el resto por repartimiento vecinal.
(Madoz, 1847, p. 596)

## Demografía
Jarilla cuenta con una población de 139 habitantes (INE 2024).
| Gráfica de evolución demográfica de Jarilla entre 1842 y 2021                                                                                                 |
| |
| Población de derecho según los censos de población del INE Población de hecho según los censos de población del INEEn este censo se denominaba Javilla: 1842. |

## Economía
Su actividad económica está fundamentada en un 50 % en el sector primario seguido de los servicios que ocupan un 23 % y una escasa producción industrial. Cabe destacar sobremanera la ganadería, que constituye la base fundamental de la economía del término.

## Patrimonio
Iglesia parroquial católica bajo la advocación de San Gregorio Magno, en la archidiócesis de Mérida-Badajoz, diócesis de Plasencia, arciprestazgo de Hervás. Es una obra comenzada en el siglo XVI y continuada con posteriores construcciones en el siglo XVII. En la portada principal de la misma se observa la fecha de 1852 año en el que se produce su reedificación.
Se conservan los restos de un pequeño templo romano en el cerro de Piedraslabradas. Es una obra de planta rectangular y de piedra granítica muy abundante en la zona: Tan solo se conserva de este templo la cella y no queda nada de la naos y pronaos.